# Irak na Mistrzostwach Świata w Lekkoatletyce 2015
Irak na Mistrzostwach Świata w Lekkoatletyce 2015 – reprezentacja Iraku podczas Mistrzostw Świata w Pekinie liczyła 1 zawodnika, który nie zdobył medalu.

## Występy reprezentantów Iraku
| Konkurencja            | Zawodnik          | Runda 1      | Runda 1 | Półfinał | Półfinał | Finał    | Finał   |
| Konkurencja            | Zawodnik          | Rezultat     | Pozycja | Rezultat | Pozycja  | Rezultat | Pozycja |
| ---------------------- | ----------------- | ------------ | ------- | -------- | -------- | -------- | ------- |
| Bieg na 800 m mężczyzn | Adnan Taess Akkar | 1:54,44 (SB) | 43.     | NQ       | NQ       | NQ       | NQ      |